# Jubilee Line

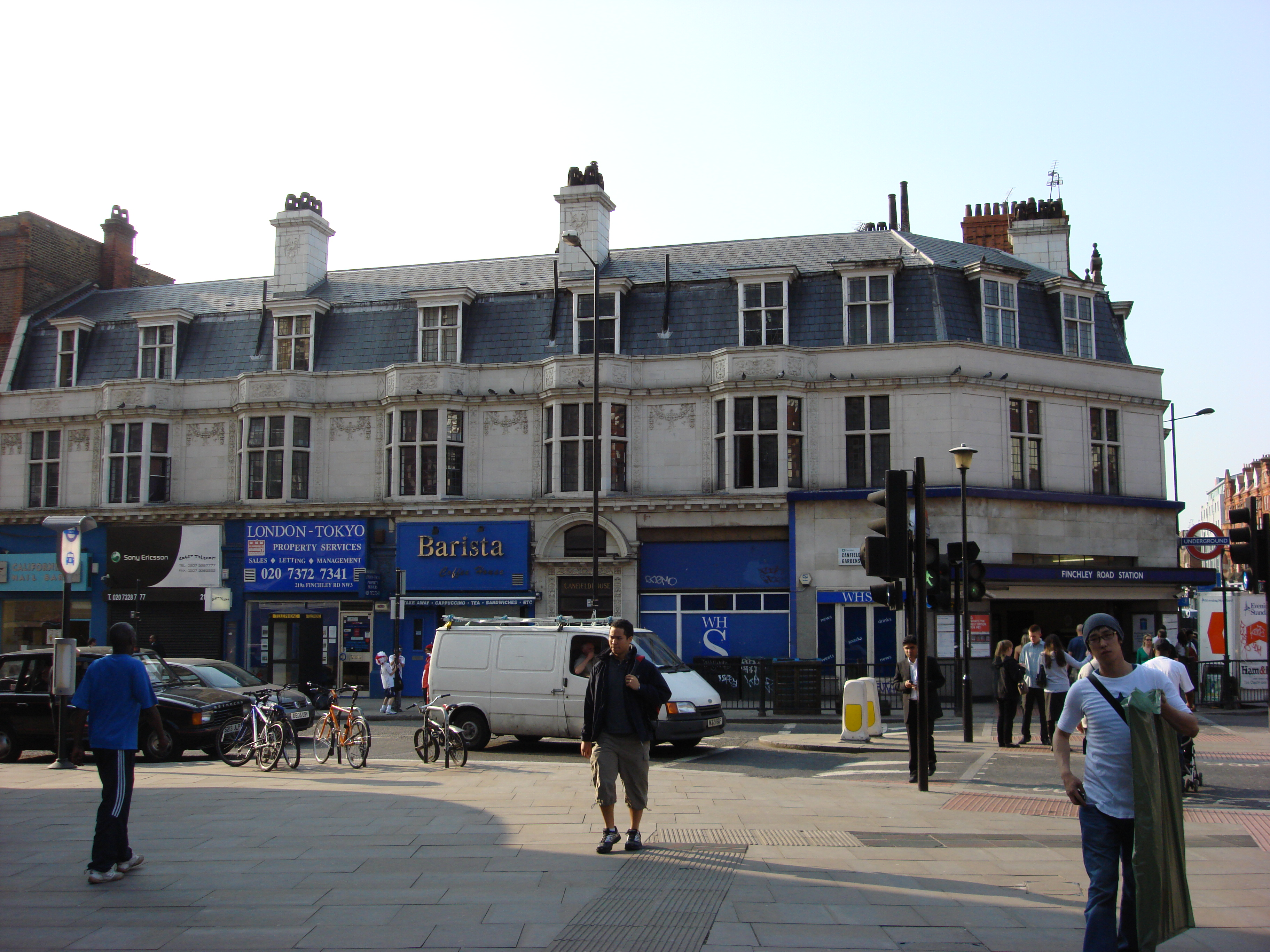
Finchley Road - jedna ze stacji odcinka starszego od samej linii

Jubilee Line – jedna z linii metra w Londynie, tradycyjnie oznaczana kolorem srebrnym. Jej trasa liczy 36,2 km, zaś pociągi zatrzymują się na 27 stacjach. Korzysta z niej ok. 127,5 mln pasażerów rocznie. Jest jedyną linią spotykającą się na co najmniej jednej stacji ze wszystkimi pozostałymi.
Linia powstała w 1979. Jej nazwa (Linia Jubileuszu) miała upamiętniać Srebrny (stąd kolor linii) Jubileusz (25-lecie) panowania Elżbiety II. Trzon jej pierwotnego przebiegu stanowiła istniejąca od lat 30. XX wieku trasa od stacji Stanmore do Baker Street, wcześniej funkcjonująca jako odgałęzienie Bakerloo Line. Dołączono do niej nowy odcinek, biegnący od Baker Street do Charing Cross. Na takiej trasie pociągi linii kursowały przez pierwsze 20 lat jej istnienia. 
Przedłużenie linii było rozważane już na początku lat 80., ale ostatecznie zamiast tego wybudowano Docklands Light Railway, co okazało się rozwiązaniem tańszym. Potem powrócono jednak do idei rozbudowy Jubilee. Prace trwały w latach 1993–1999. Po otwarciu nowego odcinka, linia zyskała 11 stacji (straciła jednak stację Charing Cross, pociągi wjeżdżają w nową część tunelu za Green Park), w tym większość nowo wybudowanych. Jej krańcem południowym została stacja Stratford

## Przebieg

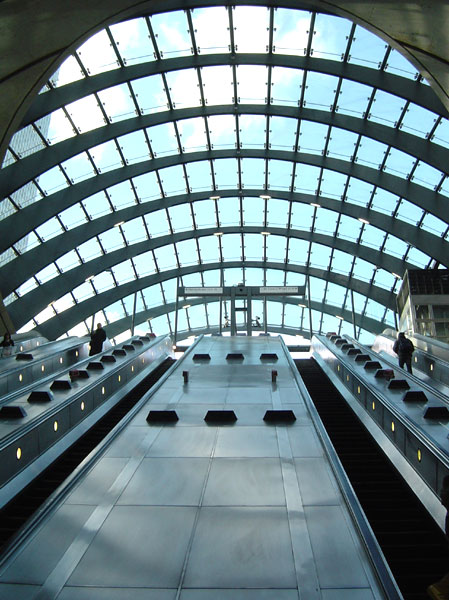
Schody ruchome na stacji Canary Wharf

Jadąc z północnego krańca Stanmore, pociągi przejeżdżają początkowo przez liczący 11 stacji odcinek na powierzchni. Dopiero za stacją Finchley Road wjeżdżają do tunelu. Kolejnych 13 stacji znajduje się pod ziemią. Za stacją North Greenwich składy znów wynurzają się na powierzchnię. Trzy ostatnie stacje mają charakter naziemny. 
Większość stacji na odcinku oddanym do użytku w 1999 (za Green Park) została wybudowana przy okazji przedłużania linii. Stanowią najnowsze stacje w całej sieci metra: wyróżniają się nowoczesną architekturą i dostosowaniem do potrzeb osób niepełnosprawnych. Należą do największych pod względem powierzchni oraz, ze względu na zastosowane systemy ochrony przed różnego typu zagrożeniami, do najbezpieczniejszych ze stacji londyńskiego metra.
Głównym projektantem stacji nowego odcinka był Roland Paoletti, który współpracował z wieloma innymi cenionymi architektami. Ich praca została doceniona wieloma nagrodami architektonicznymi. Szczególnie dużo wyróżnień zebrał projekt stacji Canary Wharf, autorstwa Normana Fostera.

## Tabor

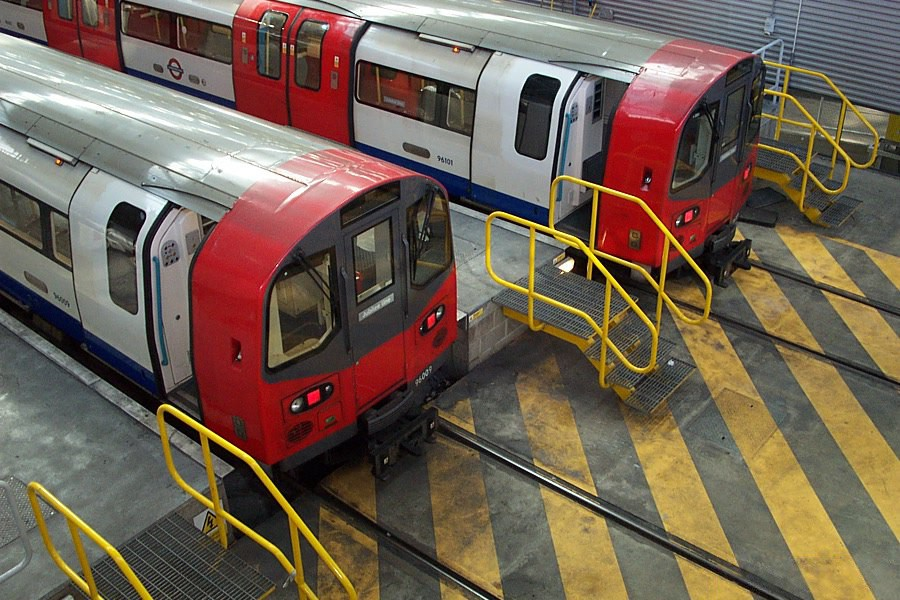
Pociągi Jubilee Line na stacji techniczno-postojowej

Linia obsługiwana jest przez 63 pociągi klasy London Underground 1996 Stock, dostarczone w latach 1997–1999 i ponownie w 2005 przez koncern Alstom. Ich stacja techniczno-postojowa znajduje się za krańcem Stratford. Na zlecenie władz Londynu, utrzymaniem linii zajmuje się firma Tube Lines.